# Priopoda auberti
Priopoda auberti är en stekelart som beskrevs av Mao-Ling Sheng 1993. Priopoda auberti ingår i släktet Priopoda och familjen brokparasitsteklar. Inga underarter finns listade i Catalogue of Life.